# Organización municipal de la provincia de Entre Ríos
En la provincia de Entre Ríos en Argentina el régimen municipal es ejercido por gobiernos locales denominados municipios. Existen también gobiernos locales que no tienen esa categoría y son llamados comunas y centro rurales de población (o juntas de gobierno). 

## Historia
El primer antecedente de gobierno municipal en Entre Ríos fue el de los cabildos creados al fundar Tomás de Rocamora las villas de Gualeguay (20 de marzo de 1783), Concepción del Uruguay (25 de junio de 1783) y Gualeguaychú (20 de octubre de 1783), como parte del Virreinato del Río de la Plata. El 9 de enero de 1810 el virrey del Río de la Plata Baltasar Hidalgo de Cisneros decretó la formación del cabildo de la villa de Paraná, pero se no concretó sino hasta que la Asamblea del Año XIII lo ordenara el 25 de junio de 1813, siendo instalado el 1 de octubre de 1813. Estos cabildos fueron suprimidos entre 1816 y 1820, quedando las villas y pueblos gobernados por comandantes militares. 
Luego de que la Constitución Nacional de Argentina sancionada en 1853 ordenara a las provincias asegurar el régimen municipal, el primer municipio entrerriano que fue establecido fue el de Paraná como capital de la Confederación Argentina, que el Gobierno nacional ordenó crear el 30 de octubre de 1860. Este municipio funcionó entre el 25 de noviembre 1860 y el 20 de agosto de 1862, cuando Paraná dejó de ser la capital de la Confederación Argentina.
El 15 de febrero de 1860 fue sancionada la Constitución de Entre Ríos que ordenó establecer en cada departamento una municipalidad, creándose aparte una para la Colonia San José por decreto del 11 de agosto de 1863. Como la sanción de la ley orgánica municipal se demoró, el 11 de marzo de 1867 se sancionó la ley de creación de juntas de fomento electivas transitorias con 7 miembros en las ciudades y villas. 

Mientras no se dicte ley orgánica de municipalidad, habrá en todas las ciudades y pueblos una Junta de Fomento compuesta por siete miembros, cuya elección será ordenada por la primera vez por el Poder Ejecutivo, y sucesivamente cuando las Juntas con arreglo a esta Ley, indiquen la necesidad de la elección de sus miembros.

La ley de Municipalidades sancionada el 13 de mayo de 1872 y promulgada el 28 de mayo estableció municipios electivos en las ciudades y villas limitados a sus respectivos ejidos, instalándose en 1873 los de las ciudades de: Concordia, Concepción del Uruguay, Victoria, Gualeguay, Gualeguaychú, Paraná; y de las villas de: Colón, Diamante, Federación, La Paz, Nogoyá, Rosario del Tala, Villaguay, San José de Feliciano y Urquiza. Estas dos últimas fueron suprimidas en 1874 por falta de recursos, mientras que las de Diamante y La Paz fueron restablecidas en 1877 luego de no funcionar por varios años a causa de la Rebelión jordanista. En 1881 fue restablecida la de San José de Feliciano.

Art. 1. Establécese Municipalidades en las Ciudades y Villas de la Provincia, con sujeción á lo que se dispone en la presente ley.
 Art. 2. Las Municipalidades de las Ciudades se componen de once miembros titulares y las de las Villas de solo siete. — Se elejirá en cada municipio igual número de suplentes para llenar las vacantes de los titulares, por cualquier causa que sea; debiendo designarse por la suerte cada año, en la primera ó segunda sesión, el suplente que ha de sustituir á cada titular.

La reforma constitucional del 1 de septiembre de 1883 reconoció las municipalidades en ciudades y villas limitadas a sus respectivos ejidos, sancionándose una nueva ley de Municipalidades el 25 de junio de 1884 (ley n.º 1256), que dispuso que para ser ciudad se debía tener más de 3000 habitantes, y para villa más de 1000 en un ejido de 4 leguas cuadradas. La ley dispuso transitoriamente hasta tanto se realizara un censo, que eran ciudades: Paraná (con 14 vocales), Gualeguaychú (con 12 vocales), Gualeguay, Concordia, Victoria, Concepción del Uruguay (las 4 con 11 vocales), Nogoyá, Rosario del Tala, Villaguay (las 3 con 9 vocales), Diamante, Colón, La Paz, villas: Federación, San José de Feliciano, Urquiza y Libertad.
El 1 de enero de 1904 comenzó a aplicarse lo establecido por la reforma constitucional del 2 de junio de 1903, que limitó las municipalidades a las cabeceras de los departamentos con más de 8000 habitantes, creando comisiones municipales para las demás, y juntas de fomento para las villas no cabeceras con más de 1500 habitantes. Para 1906 eran municipios: Paraná, Concordia, Concepción del Uruguay, Gualeguaychú, Gualeguay, y Victoria; eran comisiones municipales: La Paz, Federación, Diamante, Rosario del Tala, Nogoyá, Villaguay, Colón, y San José de Feliciano; y eran juntas de fomento: Villa Libertad, Villa San José, y Villa Federal.
La reforma constitucional del 18 de agosto de 1933, con vigencia desde el 1 de julio de 1935, suprimió las comisiones municipales que pasaron a ser municipios de 1° categoría junto a los municipios ya existentes, y las juntas de fomento que pasaron a ser de 2° categoría (gobernados por juntas de fomento y con más de 1500 habitantes). Estos podían ser elevados a la 1° categoría mediante una ley que además los declaraba ciudad (dejando de ser villas) al superar los 5000 habitantes. Los ejidos debían tener al menos 75 km². Al ser sancionada la ley de Municipalidades n.º 3001 (sanc. el 24 de octubre y prom. el 27 de octubre de 1934) se dispuso declarar a partir del 1 de julio de 1935 de 1ª categoría a todas las ciudades cabeceras de departamento y de 2ª categoría a todas las villas o pueblos que entonces tenían juntas de fomento.
Al momento del restablecimiento del orden democrático el 25 de mayo de 1973 existían las siguientes municipalidades:
- 1° categoría: 
  - con 14 concejales: Paraná.
  - con 12 concejales: Concepción del Uruguay, Concordia, Gualeguay, Gualeguaychú, Victoria.
  - con 10 concejales: Basavilbaso, Colón, Crespo, Chajarí, Diamante, Federación, Federal, La Paz, Nogoyá, Rosario del Tala, San José, San José de Feliciano, San Salvador, Santa Elena, Urdinarrain, Ramírez, Lucas González, Viale, Villa Elisa, Villaguay.
- 2° categoría (con 7 vocales): Bovril, Villa Clara, Domínguez, Galarza, General Campos, Hasenkamp, Hernandarias, Ibicuy, Larroque, Maciá, Mansilla, Mantero, María Grande, Seguí, Villa del Rosario, Villa Libertador San Martín, Hernández, San Jaime de la Frontera.

Desde la entrada en vigencia de la reforma constitucional de Entre Ríos el 1 de noviembre de 2008 los municipios fueron reconocidos autónomos y están gobernados por municipalidades. Aquellos que superen los 10 000 habitantes podrán sancionar una carta orgánica en uso de su autonomía. El 10 de diciembre de 2011 dejaron de existir las dos categorías de municipios al caducar los mandatos de las juntas de fomento de los municipios de 2° categoría aplicando la ley de Régimen Municipal n.° 10 027, que fue sancionada y promulgada el 10 de mayo de 2011.

## Los municipios en la Constitución de la Nación Argentina
La organización municipal estuvo contemplada en la Constitución de la Nación Argentina desde su primera promulgación el 1 de mayo de 1853, expresando en su artículo 5 que cada provincia debía dictar una constitución que asegurara su régimen municipal. Sin embargo, no estaba claro si los municipios debían ser autónomos o autárquicos hasta la sentencia del 21 de marzo de 1989 de la Corte Suprema de Justicia de la Nación Argentina (Caso Rivademar), que interpretó que los municipios eran constitucionalmente autónomos.
Esta sentencia fue contemplada en la reforma de la Constitución de la Nación Argentina según el texto sancionado el 22 de agosto de 1994:

Art. 123. Cada provincia dicta su propia Constitución, conforme a lo dispuesto por el Art. 5 asegurando la autonomía municipal y reglando su alcance y contenido en el orden institucional, político, administrativo, económico y financiero.

## Los municipios en la Constitución de la Provincia de Entre Ríos
- Wikisource contiene obras originales de o sobre Constitución de Entre Ríos de 2008.

### Reforma constitucional de 2008
En enero de 2008 comenzó a sesionar una convención constituyente que reformó la Constitución de la Provincia de Entre Ríos. El 11 de octubre de 2008 la nueva constitución fue jurada en Concepción del Uruguay y entró en vigencia el 1 de noviembre de 2008. En esa reforma constitucional fue consagrada la autonomía municipal y se creó la figura de las comunas.

Art. 229. El Municipio es una comunidad sociopolítica natural y esencial, con vida urbana propia e intereses específicos que unida por lazos de vecindad y arraigo territorial, concurre en la búsqueda del bien común.

Art. 230. Todo centro de población estable de más de mil quinientos habitantes dentro del ejido constituye un municipio, que será gobernado con arreglo a las disposiciones de esta Constitución.

Art. 231. Se asegura autonomía institucional, política, administrativa, económica y financiera a todos los municipios entrerrianos, los que ejercen sus funciones con independencia de todo otro poder. Los municipios con más de diez mil habitantes podrán dictar sus propias Cartas Orgánicas. Las comunidades cuya población estable legalmente determinada no alcance el mínimo previsto para ser municipios constituyen comunas, teniendo las atribuciones que se establezcan.

Art. 234. El Departamento Ejecutivo está a cargo de un funcionario con el título de Presidente Municipal, que es elegido por el voto directo del pueblo a simple pluralidad de sufragios. En la misma fórmula y por el mismo período se elegirá un Vicepresidente Municipal.

Art. 237. Los municipios habilitados por esta Constitución podrán dictar su carta orgánica por medio de una Convención, convocada por el Departamento Ejecutivo en virtud de ordenanza sancionada al efecto, en fecha que no podrá coincidir con otros actos eleccionarios.

Art. 239. Se regirán por ley orgánica los municipios habilitados para dictar sus propias cartas mientras no hagan uso de ese derecho, y los restantes previstos en esta Constitución.

Art. 253: La ley reglamentará el régimen de las comunas y determinará su circunscripción territorial y categorías, asegurando su organización bajo los principios del sistema democrático, con elección directa de sus autoridades, competencias y asignación de recursos.

Art. 254. La Provincia promueve en cada uno de los departamentos la asociación de los municipios y las comunas para intereses comunes, que no podrá alterar el alcance y contenidos de la autonomía local reconocida en esta Constitución.

Art. 255. El acuerdo intermunicipal, intercomunal o interjurisdiccional deberá ser celebrado con el concurso de las dos terceras partes de los municipios y comunas existentes en el departamento. El instrumento constitutivo establecerá
las funciones de su órgano común garantizando la participación igualitaria de sus integrantes y sus recursos económicos, (...)

Art. 290. Las reformas introducidas en la Sección IX, artículos 233º, 234º, 235º, 236º y 253º, regirán a partir del próximo período de gobierno, siendo aplicable hasta el vencimiento de los actuales mandatos lo dispuesto por el Régimen Municipal vigente.

Art. 294. Los Municipios de segunda categoría, aún cuando no alcancen a la fecha de sanción de la presente el número de habitantes exigido por el Artículo 230º, mantendrán la condición adquirida. Para el caso de tales municipios se considerará la vigencia de las disposiciones del Artículo 234º a partir de lapróxima elección municipal, dado que sus integrantes resultaron elegidos como miembros de la Junta de Fomento, no como titulares del Departamento Ejecutivo.

### Alcance de la autonomía institucional
La Constitución de la Provincia de Entre Ríos establece que los municipios que superen los 10 000 habitantes pueden obtener la autonomía institucional mediante la sanción de una carta orgánica. La constitución establece que deben tener un órgano ejecutivo y otro deliberativo. El primero debe ser ejercido por un presidente municipal de elección popular, junto a un vicepresidente municipal, que es su suplente. El deliberativo debe ser ejercido por un concejo deliberante presidido por el vicepresidente municipal e integrado por concejales de elección popular.

## Ley deRégimen Municipaln.° 10027
La ley de Régimen Municipal n.° 10027 fue sancionada y promulgada el 10 de mayo de 2011 derogando a la ley Orgánica de las Municipalidades n.° 3001, que había sido promulgada el 27 de octubre de 1934 y modificada 13 veces, la última vez por la ley n.° 9728 de 2006.
La ley n.° 10027 puso en vigencia la autonomía municipal, pero los municipios no pueden convocar a convenciones que redacten sus cartas orgánicas hasta que esa reforma constitucional sea reglamentada. La ley establece:

Art. 1. La presente ley se aplicará:

a) A los Municipios que no estén habilitados para dictar sus propias Cartas Orgánicas.

b) A los Municipios que no hayan dictado sus propias Cartas Orgánicas, estando habilitados para hacerlo por el Artículo 231º de la Constitución Provincial.

Art. 2. Todo centro de población estable que, en una superficie de setenta y cinco (75) kilómetros cuadrados, contenga más de mil quinientos (1.500) habitantes dentro de su ejido constituye un Municipio.

La existencia de la cantidad de habitantes necesarios para la constitución de un Municipio, se determinará con base en los censos nacionales, provinciales o municipales, legalmente practicados y aprobados, y de acuerdo a lo prescripto por la Constitución Provincial y la presente ley.-

Art. 3. Todos los Municipios entrerrianos tienen autonomía institucional, política, administrativa, económica y financiera, y ejercen sus funciones con independencia de todo otro poder.

Los Municipios con más de diez mil habitantes podrán dictar sus propias Cartas Orgánicas, las que deberán observar lo dispuesto por los Artículos 234º y 236º de la Constitución, Provincial, y asegurar como contenido mínimo lo dispuesto por el Artículo 238º de la Constitución Provincial.

Art. 4. Los Municipios estarán gobernados por dos Poderes: uno ejecutivo y otro deliberativo, cuyas autoridades serán designadas por elección popular directa. Sólo tendrán jurisdicción sobre sus respectivos ejidos, la que se extenderá a todos los terrenos que por leyes posteriores sean expresamente incorporados a los actuales.-

Art. 5. Todo centro de población estable que se forme fuera de los Municipios actuales y que cumpla con las condiciones del Artículo 230º de la Constitución Provincial y Artículo 2º de la presente ley, podrá comunicarlo al Poder Ejecutivo a los fines de constituirse en Municipio.

Art. 79. El gobierno de los Municipios estará compuesto de un Concejo Deliberante y un Departamento Ejecutivo, cuyos deberes y atribuciones están determinados en la Constitución y en esta ley.-

Art. 81. El Concejo Deliberante será presidido por el Vicepresidente Municipal y sus restantes miembros estarán integrados en proporción a la población, conforme las siguientes escalas:

De un mil quinientos (1.500) a cinco mil (5.000) habitantes: siete (7) concejales. De cinco mil uno (5.001) a ocho mil (8.000) habitantes: nueve (9) concejales.

De ocho mil uno (8.001) a cincuenta mil (50.000) habitantes: once (11) concejales.

De cincuenta mil uno (50.001) a doscientos mil (200.000) habitantes: trece (13) concejales.

Más de doscientos mil (200.000) habitantes: quince (15) concejales.-

Art. 102. La rama ejecutiva del Gobierno Municipal estará a cargo de una sola persona con el título de Presidente Municipal, el que tendrá a su cargo la administración general de los intereses comunales y representará al Municipio en todos sus actos externos.

## Centros rurales de población
Los centros rurales de población fueron contemplados en el Código Rural de Entre Ríos, ley n.° 1509 de 22 de noviembre de 1892.

### Ley modificatoria delCódigo Ruraln.° 5567
Las disposiciones del Código Rural respecto de los centros rurales de población fueron modificadas por la ley n.° 5567, sancionada el 4 de septiembre de 1974 y promulgada el 5 del mismo mes.

Art. 12. En las poblaciones con más de quinientos habitantes, y que no alcancen el número necesario para ser declarados municipios, se establecerán juntas de Gobierno, que por este Código se crean para los centros rurales.

Art. 18. El gobierno de los centros rurales estará desempeñado en lo que se refiere a los intereses comunales por una Junta compuesta de un Presidente, cuatro vocales titulares y dos vocales suplentes, que durarán cuatro años en sus funciones y podrán ser reelegidos, electos en elección popular directa.

Art. 19. Las Juntas de Gobierno a que se refiere el art. anterior serán elegidas en la primera elección general, que se efectúe en la Provincia, en cuyo caso si tuvieran lugar antes del año 1977, completarán el período hasta dicho año. Mientras no se lleven a cabo tales comicios el Poder Ejecutivo queda facultado para designar los integrantes de las mismas.

La elección de los integrantes de las juntas de gobierno no pudo efectuarse debido a la interrupción del orden democrático el 24 de marzo de 1976. Una vez restablecido el orden democrático constitucional el 10 de diciembre de 1983 los integrantes de las juntas de gobierno fueron designados por el Poder Ejecutivo debido a que su elección no fue contemplada por el Gobierno militar.

### Ley deJuntas de Gobiernon.° 7555
- Wikisource contiene obras originales de o sobre Ley de Juntas de Gobierno en Entre Ríos N° 7555.

La ley de Juntas de Gobierno n.° 7555, sancionada el 23 de abril de 1985 y publicada en el Boletín Oficial provincial el 3 de mayo de 1985, modificada por la ley n.° 9480 de 2002, derogó las disposiciones del Código Rural respecto de los centros rurales de población:

Art. 1. Considérense Centros Rurales de Población, a toda extensión territorial no declarada Municipio, perimetralmente delimitada por el Poder Ejecutivo, con una población superior a los doscientos (200) habitantes.

Art. 2. El Gobierno de los Centros Rurales de Población, en lo que se refiere a los intereses comunales, estará a cargo de una Junta de Gobierno, de conformidad con las disposiciones de la presente ley.

Art. 3. Los centros rurales de población se clasificarán en: Categoría I: de 1499 a 1000 habitantes; categoría II: de 999 a 500 habitantes; categoría III: de 499 a 300 habitantes y categoría IV: de 299 a 200 habitantes. La factibilidad numérica para la creación de centros rurales de
población estará determinada por los resultados de los censos nacionales o provinciales, generales o especiales.

Art. 5. Las juntas de Gobierno estarán constituidas por el siguiente número de miembros: Siete (7) las categorías I y II; cinco (5) las categorías III y IV. Los miembros de las juntas de Gobierno serán electos por el voto universal, secreto y obligatorio de los ciudadanos domiciliados en la jurisdicción (...)

Art. 6. Los miembros de las juntas de Gobierno durarán cuatro (4) años, en sus mandatos, salvo lo dispuesto en el art. 30 de la presente ley, y podrán ser reelegidos (...)

Por medio de los decretos provinciales n.º 3079/2003, 3379/2003 y los 4745/2003 y 4746/2003 de 3 de octubre de 2003, se dispuso convocar a elecciones a los ciudadanos del Distrito Electoral de Entre Ríos, a los efectos de que procedan a elegir el 23 de noviembre de 2003 a los miembros de las juntas de gobierno y (...) La convocatoria tendrá efecto sólo en aquellas Juntas de Gobierno cuyos límites jurisdiccionales coincidan con los circuitos electorales determinados en el Padrón Electoral Nacional (...) Para las restantes Juntas de Gobierno, el gobierno provincial designó por decreto a sus miembros. 
Por medio del decreto n.° 458/2004 MGJE de 16 de febrero de 2004 se dispuso:

Art. 2. Las juntas de gobierno electas en circuitos electorales abarcativos de más de una de ellas que dificulten o impidan una gestión y concreción normal de su actividad propia y específica serán válidas sólo para una de ella designándose la o las restantes por acto administrativo válido y fundado del Poder Ejecutivo Provincial.

Lo que fue ratificado por el decreto 7058/2006 MGJEOSP de 3 de octubre de 2006:

Art. 1. (...) en lo que hace a la elección de las autoridades de las Juntas de Gobierno, se realicen únicamente en los Circuitos Electorales que coincidan con el radio de demarcación de una o más Juntas de Gobierno, utilizándose el Padrón correspondiente a dicho Circuito Electoral.

Y por el decreto 1872/2011 MGJE de 31 de mayo de 2011.

### Ley deComunas
La Legislatura provincial reglamentó las disposiciones de la reforma constitucional de 2008 sancionando el 28 de noviembre de 2018 la ley de Comunas n.° 10644, que fue promulgada el 14 de diciembre de 2018. A diferencia de las juntas de gobierno, a las comunas se les otorga personería jurídica.
La ley dispuso:

Art. 2. Todo centro de población estable que en una superficie de setenta y cinco (75) kilómetros cuadrados contenga entre cuatrocientos (400) y mil quinientos (1.500) habitantes, constituye una Comuna. Excepcionalmente se podrá reducir dicha superficie exigida cuando fundadas razones así lo justifiquen. La existencia de la cantidad de habitantes necesarios para la constitución de una Comuna, se determinará en base a los censos nacionales o provinciales, generales o especiales practicados y aprobados.

Art. 3. En razón de la cantidad de habitantes, las Comunas se clasifican en:
 a) Comunas de Primera Categoría, cuando tengan más de setecientos (700) y hasta mil quinientos (1.500) habitantes.
 b) Comunas de Segunda Categoría, cuando tengan entre cuatrocientos (400) y setecientos (700) habitantes.

Art. 4. Todas las Comunas tienen personería jurídica propia y una autonomía política, administrativa, económica y financiera limitadas a las funciones reconocidas y atribuidas en la presente ley.

Art. 6. El territorio de las Comunas será reconocido y modificado por ley, previo informe de la Dirección General de Catastro de la Provincia.
 En aquellos casos en los que existieren perímetros territoriales reconocidos a los centros de población rural en los términos de las leyes vigentes y siempre que cumplan con los requisitos de la presente se podrá proceder a su reconocimiento.

Art. 8. Las Comunas estarán gobernadas por dos órganos, a saber: el Departamento Ejecutivo y el Consejo Comunal. Sus autoridades serán designadas por elección popular y directa. Tendrán jurisdicción sobre sus respectivos territorios, la que se extenderá al territorio que por leyes posteriores sean expresamente incorporados a los actuales. El gobierno de las Comunas de Primera Categoría estará integrado por ocho (8) miembros y el de las Comunas de Segunda Categoría por seis (6) miembros.

Art. 12. (...) quien encabece la lista ganadora será el Presidente Comunal (...)

Disposiciones Transitorias
 Art. 59. El Poder Ejecutivo Provincial deberá reglamentar el procedimiento, plazo y asignación de recursos necesarios para proceder gradualmente a conversión de Juntas de Gobierno en Comunas. A tal fin podrá disponer la creación de un organismo que brinde y coordine la asistencia técnica y actos necesarios para cumplir con dicho propósito.
 Art. 60. Dispóngase la ultraactividad de la Ley Provincial N° 7.555 y sus modificatorias, hasta tanto se cumplimente el traspaso de la totalidad de las Juntas de Gobierno al Régimen de Comunas establecido por la presente ley.

La ley de Comunas fue reglamentada por el Poder Ejecutivo provincial mediante el decreto 110/2019 de 12 de febrero de 2019, que declaró el reconocimiento de 51 comunas con efecto a partir del 11 de diciembre de 2019, quedando las restantes bajo el imperio de la ley n.° 7555 y sus modificatorias hasta tanto sean reconocidas como comunas. La ley y el decreto no mencionaron a las juntas de gobierno cuya población se encuentra entre 200 y 400 habitantes.

Art. 1. Reconózcanse las Jurisdicciones de los ex Centros Rurales de Población o Juntas de Gobierno, como territorios de las nuevas Comunas declaradas por el presente Decreto, conforme los argumentos esgrimidos en los Considerandos precedentes.-

Art. 2. Decláranse, ad referéndum del Poder Legislativo, Comunas de Segunda Categoría a partir del 11 de diciembre de 2019, con todas las competencias, funciones, derechos y obligaciones de las disposiciones legales vigentes – Ley Nº 10.644- a la Localidades cuya nómina obra en el Anexo II, que forma parte integrante del presente instrumento legal.-

Art. 3. Decláranse, ad referéndum del Poder Legislativo, Comunas de Primera Categoría a partir del 11 de diciembre de 2019, con todas las competencias, funciones, derechos y obligaciones de las disposiciones legales vigentes – Ley Nº 10.644- a las Localidades cuya nómina obra en el Anexo I, que forma parte integrante del presente instrumento legal.-

En el Anexo I del decreto se listó las 34 comunas de 1.° categoría que fueron reconocidas por el Gobierno provincial: La Picada, Sauce Montrull, Estación Sosa, Aldea Santa María, El Palenque, Paraje Las Tunas, Puerto Curtiembre (las 7 del departamento Paraná); El Solar, Colonia Avigdor (las 2 del departamento La Paz); Aldea Protestante, Las Cuevas, Aldea Spatzenkutter, Colonia Ensayo, Gobernador Racedo (las 5 del departamento Diamante); 6to. Distrito, Aldea Asunción (las 2 del departamento Gualeguay); Gobernador Sola (del departamento Tala); Rincón de Nogoyá, Rincón del Doll (las 2 del departamento Victoria); San Víctor (del departamento Feliciano); Arroyo Barú, La Clarita (las 2 del departamento Colón); El Cimarrón, Nueva Vizcaya (las 2 del departamento Federal); General Roca, Nueva Escocia (las 2 del departamento Concordia); Jubileo, Paso de la Laguna (las 2 del departamento Villaguay); Irazusta, Aldea San Juan (las 2 del departamento Gualeguaychú); San Cipriano, San Marcial, Las Moscas, Tala (las 4 del departamento Uruguay).
En el Anexo II del decreto se listó las 21 comunas de 2.° categoría que fueron reconocidas por el Gobierno provincial: Pedernal (del departamento Concordia); Las Garzas, Sauce Pinto, Villa Fontana, Gobernador Etchevehere, Colonia Crespo, Aldea Santa Rosa, Tezanos Pinto (las 7 del departamento Paraná); Estación Parera (del departamento Gualeguaychú); Ombú (del departamento La Paz); Don Cristóbal II, XX de Septiembre, Febre (las 3 del departamento Nogoyá); Durazno, Gobernador Echagüe, Guardamonte (las 3 del departamento Tala); Ingeniero Sajaroff (del departamento Villaguay); Rocamora, Líbaros (las 2 del departamento Uruguay); Pueblo Cazes (del departamento Colón); Antelo (del departamento Victoria).
Por decreto n.º 248/2019 MGJ se dispuso revocar la declaración de comuna para Faustino M. Parera y para Aldea Santa Rosa en razón de un pedido del tribunal electoral, ya que no han sido delimitados sus circuitos electorales. El decreto n.º 110/2019 fue aprobado por ley n.º 10716 sancionada el 21 de agosto de 2019.
El decreto n.° 2586/2022 MGJ del 4 de agosto de 2022 amplío el número de centros rurales de población/juntas de gobierno transferidos a comunas, con efectividad al 31 de diciembre de 2022. Se dispuso la creación ad referendum de la Legislatura provincial de 14 comunas de 1.ª categoría (Aldea Santa Rosa, Arroyo del Medio El Gramiyal<*>, Arroyo Corralito, Chañar, Eigenfeld Merou<*>, Estación Raíces, Estación Yeruá, Estación Yuquerí, Gualeguaycito, La Verbena, Lucas Norte, Médanos y San Pedro) y 14 comunas de 2.ª categoría (Aldea San Rafael, Antonio Tomás, Arroyo Clé, Betbeder, Clodomiro Ledesma, Colonia Baylina, Colonia Hocker, Colonia Tunas, Estación Camps, Faustino M. Parera Pastor Britos<*>, General Almada, Laguna del Pescado, Puerto Algarrobo y Sir Leonard), creadas a partir de 38 centros rurales de población/juntas de gobierno. Serán designados vocales comunales comisionados hasta que sus miembros puedan ser elegidos en la siguiente elección provincial. Las señaladas con <*> son comunas formadas a partir de las 2 juntas de gobierno que indican su nuevo nombre. La comuna de Arroyo Corralito integra también a la de Colonia Cerrito, la de La Verbena a la de La Hierra y la de San Pedro a la de La Florida. La comuna de Chañar surge por fusión de las juntas de gobierno de Distrito Chañar, Las Mulitas y Mulas Grandes, mientras que la de Gualeguaycito integra también a las de Colonia Argentina y Paraje Guayaquil.

## Áreas no organizadas
Debido a que la provincia de Entre Ríos no utiliza un sistema de ejidos colindantes, existen islas y áreas rurales de escasa población que no están incluidas dentro de ningún ejido municipal ni área jurisdiccional de una comuna o de un centro rural de población. Algunas de esas áreas comparten circuito electoral con municipios, comunas o juntas de gobierno, mientras que otras comprenden un circuito electoral propio. Estas últimas son:
- Circuito electoral 028 Tala-Sarandí (departamento Paraná, distrito María Grande 1.ª)
- Circuito electoral 083 Pueblo Nuevo (departamento Diamante, distrito Palmar)
- Circuito electoral 095 Isletas Norte-Palmar Sur (departamento Diamante, distritos Isletas y Palmar)
- Circuito electoral 108 Quebrachitos (departamento Victoria, distrito Quebrachitos)
- Circuito electoral 115 Algarrobitos (departamento Nogoyá, distrito Algarrobitos)
- Circuito electoral 145 Pueblo 1.º (departamento Tala, distrito Pueblo 1.º)
- Circuito electoral 166A Colonia Santa Teresita (departamento Uruguay, distrito Molino)
- Circuito electoral 172 Genacito Sur Este (departamento Uruguay, distritos Genacito y Moscas)
- Circuito electoral 176 Colonia Lucienville (departamento Uruguay, distrito Genacito)
- Circuito electoral 177 Colonia Nueva Montevideo (departamento Uruguay, distrito Moscas)
- Circuito electoral 191 Pehuajó Sur (departamento Gualeguaychú, distrito Pehuajó al Sud)
- Circuito electoral 197 Ceibas (departamento Gualeguaychú, distrito Ceibas)
- Circuito electoral 199 Colonia Florida del Oeste (departamento Gualeguaychú, distrito Pehuajó al Norte)
- Circuito electoral 210 Sección Islas (departamento Islas del Ibicuy, distrito Ibicuy)
- Circuito electoral 245 Colonia Yeruá (departamento Concordia, distrito Yuquerí)
- Circuito electoral 260 Colonia La Marta (departamento Federal, distrito Diego López)
- Circuito electoral 265 Las Achiras (departamento Federal, distritos Achiras y Banderas)
- Circuito electoral 278 Colonia El Carmen (departamento Colón, distrito Segundo)
- Circuito electoral 279 Puente Gualeguaychú (departamento Colón, distrito Tercero)
- Circuito electoral 281 Santa Rosa (departamento Colón, distrito Tercero)
- Circuito electoral 284 Santa Elena (departamento Colón, distrito Cuarto)
- Circuito electoral 285 5° Distrito (departamento Colón, distrito Sexto)
- Circuito electoral 286 6° Distrito (departamento Colón, distrito Sexto)
- Circuito electoral 309 Cañada del Cerro (departamento Federación, distrito Mandisoví)
- Circuito electoral 315 Arroyo Grande (departamento San Salvador, distrito Arroyo Grande)